# Aegean Sea (petrolero)
El Aegean Sea ("Mar Egeo" en español) fue un petrolero de bandera griega que naufragó en la costa de La Coruña, España en 1992.

## Características del barco y del puerto de La Coruña
El Aegean Sea era un buque OBO (un transporte de hidrocarburos o sólidos a granel) de doble casco, construido en Japón en 1973, tenía 261,02 metros de eslora por 40,67 de manga, 15,93 metros de calado máximo 26.100 BHP y 114.000 toneladas de peso muerto. Con una tripulación de 28 personas, procedente de Sullom Voe (is. Shetland, Reino Unido, mar del Norte), transportaba 79 081 toneladas de petróleo Brent Blend (crudo ligero) a la refinería de Repsol en La Coruña, de las que se perdieron unas 67 000. Las investigaciones posteriores comprobaron que el navío pasó satisfactoriamente todas las inspecciones y revisiones a las que había sido sometido. El capitán era el griego Constantinos Stavridis.
La característica más reseñable del puerto de La Coruña es que la boca está orientada al norte y en medio hay un bancal de rocas, "Las Yacentes" que dividen en dos la entrada a la ría. Esto obliga a esquivarlas por dos rutas diferentes, el canal norte (enfilación de Punta Fiateira) y el canal oeste o de Punta Herminia (enfilación de Punta Mera). El canal norte es el más habitual; pero está expresamente prohibido para buques de gran calado desde el accidente del petrolero Urquiola en 1976. Un buque de las características del Aegean Sea debe, pues, tomar obligatoriamente el canal de Punta Herminia dejando a babor Las Yacentes y a estribor Punta Herminia y la Torre de Hércules. Con buen tiempo la entrada en La Coruña con un buque grande no es considerada muy complicada.

## El accidente

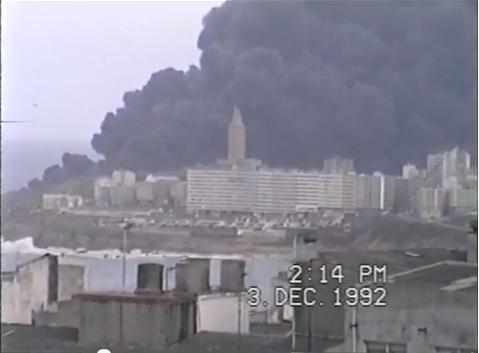
El Aegean Sea ardiendo detrás de la Torre de Hércules.

La madrugada del 3 de diciembre de 1992 el Aegean Sea estaba fondeado en la ría de Ares en espera de turno para atracar en La Coruña. Las condiciones meteorológicas eran malas (parte meteorológico del día 2: Temporal del SW en toda la costa gallega, vientos de fuerza 7/8 con rachas de 9, rolando a la tarde al W y amainando a fuerza 5/6 con aguaceros y mar de fondo del W de hasta 6 metros), La madrugada del día 3 en el fondeadero el viento era WSW fuerza 4/5 con rachas de 6 y olas de 3 m al Aegean Sea inició la maniobra de virar el ancla sobre las dos y media de la madrugada. Tardó una hora en recoger los 200 m de cadena que había largado dos días antes. El plan era el siguiente: salir de la ría de Ares a mar abierto dejando las yacentes por babor y en algún punto al oeste de la Torre de Hércules virar 180° para interceptar el canal de Punta Herminia. La maniobra se realizaba con vientos de 20 - 25 nudos y olas de 4 m. Sobre las cuatro y media de la madrugada cuando el buque estaba a unos dos mil metros de la costa e iniciaba el último viraje para incorporarse al canal de Punta Herminia, un chubasco de gran violencia impidió la visión (desde el puente no se veía ni la proa del petrolero) y dejó momentáneamente inoperativos los radares (por el ruido que genera la lluvia) con la nave atravesada al canal y proa a tierra. A las 4:50 el Aegean Sea embarrancó entre la punta del Orzán y punta Herminia. Las versiones de las partes implicadas difierenen ese punto; el capitán del barco sostenía que un golpe de mar le dejó sin gobierno en la peor de las situaciones y la Dirección General de la Marina Mercante le acusaba de realizar una maniobra incorrecta. Finalmente el buque no siguió la trayectoria esperada y terminó encallando a los pies de la torre de Hércules.

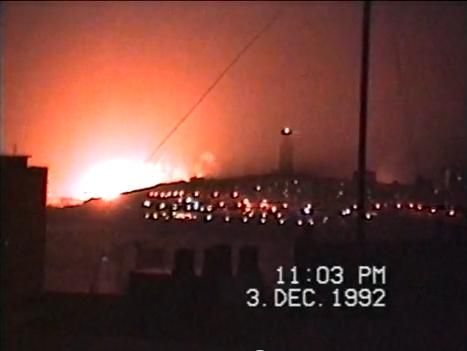
Torre de Hércules a la luz de las llamas del petrolero Mar Egeo

A las cinco de la mañana embarcó el práctico. La máquina estaba intacta, pero la proa se había incrustado en las rocas. Como estaban en bajamar existía la posibilidad de sacar el barco dando atrás y, si era posible, con ayuda de los remolcadores. Eso si el temporal permitía dar remolque y si la estructura del barco aguantaba hasta la pleamar. Durante la siguiente hora se concentraron todos los medios de salvamento de los que se pudo disponer: los remolcadores de puerto Sertosa 22  y Sertosa 25, el remolcador de altura Alonso de Chaves, tres helicópteros de rescate (Helimer Galicia, Pesca I y Pesca II) y el barco de salvamento de la Cruz Roja Blanca Quiroga.  A las 9:30 era evidente que el buque se había partido en dos. El capitán autoriza la evacuación de los 28 tripulantes y los técnicos de salvamento que habían embarcado. A las 10 se produce una violenta explosión y el barco comienza a arder, el personal que quedaba a bordo salta al agua. En ese momento el viento era del SW fuerza 8-9 con olas de 5 m Durante las siguientes 24 horas un feroz incendio avivado por el viento consumió los restos del buque y unas 50 000 toneladas de petróleo.
No hubo víctimas humanas. Fue preciso evacuar a los vecinos del barrio de Adormideras, el más próximo, y unas 300 familias pasaron la noche fuera de sus hogares. Una nube de humo procedente del buque cubrió durante unas horas el cielo de la ciudad, si bien por la tarde se desplazó con el viento hacia Ferrol.

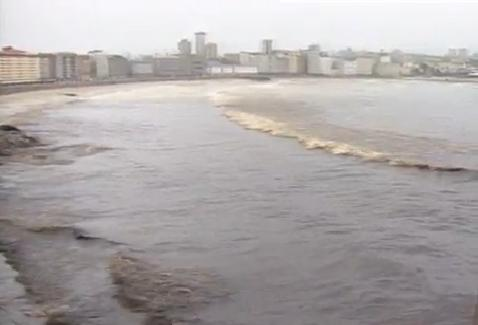
Marea negra tras el accidente.

A pesar de que se consiguió extraer unas 6000 toneladas de crudo, la mayor parte fue vertida al mar o ardió; otra parte de la carga, unas 11 000 toneladas, se evaporaron gracias a la volatibilidad de ese tipo de petróleo. En total se calcula que se vertieron unas 15 000 toneladas de crudo. La escasez de barreras contra la contaminación y la ruptura de algunas de ellas fueron los primeros problemas para frenar una marea negra que llegó a cabo Prior y afectó a las rías de La Coruña, de Ares, de Betanzos y de Ferrol. En total resultaron afectados unos 300 km de costa, limitando la actividad de más de 4000 pescadores, mariscadores y trabajadores de depuradoras de moluscos y otras industrias relacionadas con la acuicultura. Las reclamaciones presentadas en concepto de indemnización llegaron a los 300 millones de euros, de los cuales 63 fueron aportados por el Fondo Internacional de Indemnización de Daños Debidos a la Contaminación por Hidrocarburos.
Las cifras de animales muertos varían entre los 500 de la Marina Mercante, y los 26 000 según los grupos ecologistas. La popa chamuscada del Aegean Sea junto a la torre de Hércules fue durante años un atractivo turístico. Finalmente fue subastada como chatarra en el año 2017. El ancla se conserva en el Aquarium Finisterrae de La Coruña.
En el juicio posterior al accidente se acusó al capitán del barco de negligente por realizar una serie de maniobras poco ortodoxas y arriesgadas y al práctico del puerto de La Coruña de no asistirle debidamente tal como era su obligación. En su día hubo una viva polémica sobre las condiciones laborales del práctico que debía cumplir con un reglamento imposible soportando las presiones de los armadores y la dirección de la refinería y del capitán que en seis años solo había tenido cuatro meses de vacaciones y que, en el momento del accidente, llevaba 30 meses trabajando sin descansar. Además, era la primera vez que entraba en La Coruña. 
Durante la investigación salieron a la luz varios factores que pudieron en conjunto causar el accidente. Por una parte el práctico no embarcó en la zona designada formalmente para hacerlo, pero dadas las condiciones meteorólogicas era poco menos que imposible hacerlo. La alternativa era cancelar la maniobra de atraque y esperar a que mejorase el tiempo; pero la refinería comunicó al práctico que "el barco tenía que atracar" (según la declaración del práctico en el juicio). Quien ha navegado como oficial en la marina mercante sabe bien lo que implica incumplir una sugerencia de este tipo. Se puede argumentar que el capitán del barco podía haber exigido que el práctico le asistiera según el reglamento, pero la carta de navegación de que disponía el Agean Sea (que se pudo salvar) marcaba como punto de embarque del práctico un lugar a unas dos millas al este de la Torre de Hércules, así que difícilmente podía exigir el cumplimiento de un reglamento que desconocía. 

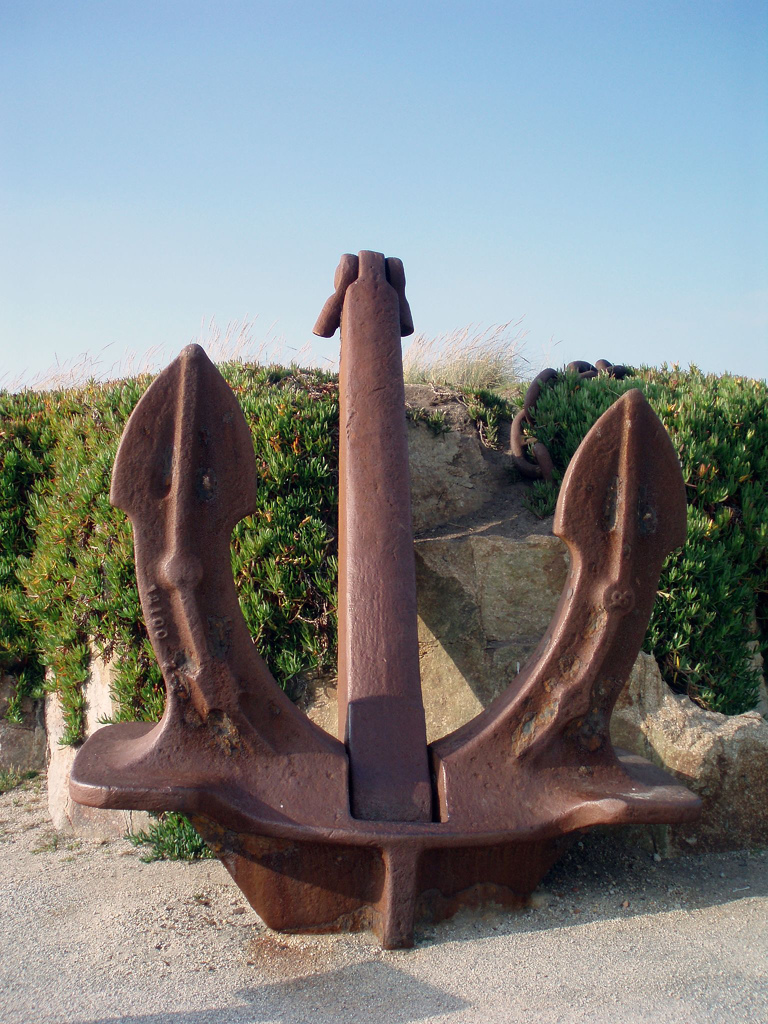
Ancla del Aegean Sea, expuesta en el Aquarium Finisterrae (La Coruña).

Por la parte de la ejecución de la maniobra, la responsabilidad del capitán Stavridis quedó bastante clara. El barco, una vez rebasadas Las Yacentes tenía que girar 180° para incorporarse al canal de Punta Herminia, y el capitán inició la maniobra a unos 2000 metros de la costa (algo más de una milla náutica). Si tenemos en cuenta las características evolutivas del buque en cuestión la maniobra fue bastante imprudente, teniendo en cuenta, además, que nada le impedía avanzar una o dos millas más hacia el oeste y realizar la maniobra con un margen extra de seguridad que, probablemente, hubiera evitado el accidente.
La falta de un práctico experimentado a bordo, una maniobra imprudente, unas malas condiciones meteorológicas, la nocturnidad del atraque y un feroz chubasco repentino que impidió la visión del petrolero fue la combinación de factores trágicos para el encallamiento del buque. 
En 1996 un Juzgado de La Coruña declaró al capitán Stavridis y al Práctico del puerto culpables de sendos delitos de imprudencia temeraria imponiéndoles una multa de 300 000 pesetas a cada uno; en 1997 la Audiencia Provincial declaró a ambos directa y solidariamente responsables del siniestro y, subsidiariamente, al propietario del buque y al Estado español. Las indemnizaciones a los afectados comenzaron a pagarse en el año 2002 tras un largo proceso judicial en el Tribunal Superior de Justicia de Galicia.